# Turbina 50 000
Turbina 50 000 (ros. Встречный) – radziecki czarno-biały produkcyjniak z 1932 roku, wspólny film reżyserów Fridricha Ermlera i Siergieja Jutkiewicza zrealizowany na zamówienie KC Partii dla uczczenia 15. rocznicy Rewolucji Październikowej.

## Fabuła
Kraj czeka na turbiny, które są niezbędne do uruchomienia nowych hydroelektrowni. Załoga leningradzkiej fabryki zobowiązała się zaprojektować i wykonać takie turbiny. Dają radę, chociaż nie wszyscy są naprawdę zaangażowani. Wśród inżynierów jest szkodnik, który przeszkadza, jednak zostaje zdemaskowany. Dzięki współpracy zakładowej organizacji partyjnej, robotników i uczciwych inżynierów turbiny zostaną wyprodukowane i Narodowy Plan Elektryfikacji będzie mógł zostać zrealizowany.

## O filmie
Scenariusz jest dziełem sześciu osób, do których poza obydwoma reżyserami należeli: Leo Arnsztam, Lidia Czukowska, Leonid Lubaszewski, Aleksandr Pantielejew. Film wyprodukowała leningradzka wytwórnia Rosfilm, która dwa lata później (1934) przyjęła nazwę Lenfilm. Atutem jest przebojowa muzyka Szostakowicza, a jedna z filmowych piosenek ze słowami Borisa Korniłowa zyskała dużą popularność.

## Obsada
- Władimir Gardin – mistrz Siemion Babczenko, stary fachowiec
- Andriej Abrikosow – inżynier Paweł Ilin, szef wydziału
- Tatjana Górecka – Katia
- Boris Tienin – Wasilij Wasiljewicz, sekretarz partii
- Marija Blumental-Tamarina – żona Babczenki
- Boris Posławski – inżynier Skworcow, szkodnik
- Maria Potocka – matka Skworcowa
- Jakow Gudkin – Jaszka Czutoczkin, robotnik
- Zoja Fiodorowa – żona Czutoczkina
- Piotr Alejnikow – Slepnicyn, robotnik
- Nikołaj Czerkasow – milicjant
- Nikołaj Kozłowski – inżynier Łazariew, szef biura konstrukcyjnego
- Leonid Aleksiejew – dyrektor zakładu
- Władimir Sładkowpiewcew – Morgulin
- Nikołaj Miczurin – mistrz
- Fiodor Sławski – mistrz
- Stiepan Kryłow – robotnik